# Сербы в Косове
Косовские сербы (серб. Срби на Косову и Метохији, алб. Serbët në Kosovë) — сербы, населяющие историческую область Косово, рассматриваемую Сербией как автономный край Косово и Метохия, а Республикой Косово — как территорию своего частично признанного государства. В настоящий момент в Косове сербы составляют крупнейшее этническое меньшинство. Большая часть косовских сербов компактно проживает на севере Косова в трёх общинах с сербским большинством и северной части Косовской Митровицы. Остальные населяют сербские анклавы в Косове — территории и отдельные населённые пункты с сербским большинством, окружённые землями с преимущественно албанским населением. По отношению к косовским сербам до сих пор применяется устаревший термин косовцы (серб. заимств. Косовци), в отличие от косовских албанцев и других граждан Республики Косово, к которым применяется термин косовары (серб. Косовари). Формально в русском языке эти термины являются синонимами.

## История
Славянское население появилось на территории Косова в VI — VII веке. К IX веку славянское население приняло христианство. С IX по XII век за обладание территорией Косова велась постоянная борьба между соседними государствами: Византией, Болгарией и двумя сербскими княжествами: Рашкой (к северу от Косова) и Дуклей (приморские области). В конце XII век при Стефане Немане произошло резкое укрепление Рашки, следствием которого, в частности, стало присоединение Косова и образование на Балканах сильного сербского государства. В XIII веке была признана независимость Сербского королевства, а город Печ в северном Косове стал резиденцией митрополита Сербии. Постепенно Косово превратилось в религиозный, политический и культурный центр Сербии. Здесь было основано множество монастырей и церквей, а в городах Призрен и Приштина располагались дворцы сербских королей. Экономический и культурный расцвет Косова пришёлся на время правления Стефана Душана (1331—1355). В 1336 году Печский митрополит получил статус патриарха. Однако после смерти Стефана его государство быстро распалось. На территории Косова образовалось несколько неустойчивых государственных образований местных феодалов. Одновременно началась интенсивная экспансия на Балканы Османской империи. В 1389 году в битве на Косовом поле войска сербского князя Лазаря были разбиты, а страна признала сюзеренитет турецкого султана. Тем не менее, сражение на Косовом поле стало символом сербского национального единства и борьбы за независимость.
Окончательно территория Косова была завоёвана турками в 1454 году. В результате завоевания, слома традиционных поземельных отношений и торговых связей, введения новых налогов и закрепощения крестьянства, экономика Косова пришла в упадок, целые районы опустели. Начался первый массовый исход сербов из Косова, колыбели сербского народа. Местная аристократия была вытеснена мусульманами, в том числе из числа принявших ислам славян, возник фактор национального и религиозного гнёта. Начался отток сербского населения из равнинных районов в горы и за пределы Османской империи. Главным центром национального единения и сербской культуры в XV—XVII веках являлась православная церковь во главе с Печским патриархатом. В период австро-турецкой войны конца XVII века территория Косова была освобождена австрийскими войсками при поддержке местного сербского населения. Однако в результате турецкого наступления 1690 года австрийцы были вытеснены из Сербии. Потеря надежды на достижение независимости привело к Великому переселению сербов 1690 года: по призыву печского патриарха Косово покинуло несколько тысяч сербских семей, которые переселились за Дунай, на территорию Австрийской монархии. Отток православного населения продолжился и в XVIII веке после поражения австрийцев в войне 1735—1737 годов.
На освободившиеся после ухода значительной части сербов земли Косова началось переселение албанцев, более эффективно интегрировавшихся в социально-политическую структуру Османской империи и принявших ислам. Ко второй половине XVII века относится начало подъёма экономики албанских областей и усиление влияние выходцев из Албании в империи. Колонизация албанцами равнинных территорий Косова привела к возникновению сербо-албанского противостояния. В XVIII веке центр сербского национально-освободительного движения переместился в Северную Сербию, в 1766 году был ликвидирован Печский патриархат, а в целом успешная политика эллинизации православной церкви привела к тому, что она потеряла роль лидера в борьбе за независимость. В начале XIX века в северных районах Сербии образовалось Сербское княжество с центром в Белграде, которое добилось широкой автономии, в то время как Косово и другие области Старой Сербии остались под властью турок. Упадок сербского национального движения в Косове в XIX веке сопровождался возникновением и быстрым ростом албанского освободительного движения. Доля албанского населения края неуклонно увеличивалась и к середине XIX века превысила 50 %. Косово стало одним из центром албанского просвещения и борьбы за объединение всех населённых албанцами земель в единое автономное образование в составе Османской империи. Интенсивная пансербская агитация конца XIX века, а также претензии на земли слабеющей империи со стороны получивших независимость в 1879 году Сербии и Черногории, а также Болгарии, Греции и Австро-Венгрии, привели к национальному сплочению албанцев под руководством Призренской лиги (1878), а позднее — Лиги в Пейи (1899), главным центром действия которых стало Косово. В 1910 году в Косове вспыхнуло массовое восстание против централизаторской политики младотурецкого правительства.
В результате Балканских войн 1912—1913 гг. бо́льшая часть территории Косова вошла в состав Сербии (небольшой район на северо-западе был присоединён к Черногории). Тогда же было образовано независимое Албанское государство. Тот факт, что более половины этнических албанцев осталось за пределами Албании, способствовал обострению албано-славянских противоречий в регионе. Кроме того, территориальные изменения стали началом нового витка этнических миграций: в Косово стали переселяться сербы из других районов, что поощрялось правительством Сербии, часть албанского населения эмигрировала за пределы страны. В годы Первой мировой войны в результате поражений сербской армии в 1915 гг. территорию Косова захватили войска Австро-Венгрии и Болгарии. Албанцы в войне в целом поддерживали Центральные державы и участвовали в боях против сербов. Летом-осенью 1918 году сербские войска вновь освободили Косово.

## Косово в составе Югославии

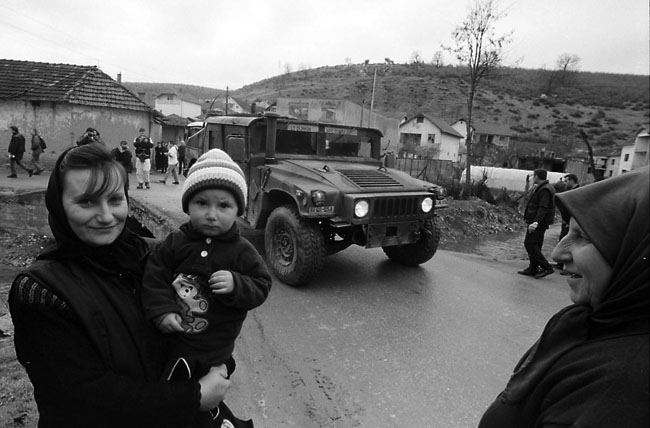
Сербские мирные жители находятся под защитой КФОР от угрозы нападений со стороны своих соседей.

По завершении первой мировой войны 19 ноября 1919 года Косово вошло в состав Королевства сербов, хорватов и словенцев (с 1929 года — Югославия). В рамках Югославии албанский вопрос сохранял свою актуальность. Албанские националисты развернули партизанскую войну за присоединение Косова к Албании, в то время как правительство поощряло колонизацию края черногорскими крестьянами. В межвоенный период Косово покинуло несколько десятков тысяч албанцев.
В годы Второй мировой войны большая часть Косова была включена в состав итальянского протектората Албания. В период итальянской оккупации албанские вооружённые формирования развернули борьбу за изгнание сербов с территории края. По сербским оценкам, от 10 до 40 тысяч было убито, от 70 до 100 тысяч человек было вынуждено покинуть Косово. В 1944 году, во многом благодаря усилиям косовских партизан, территория края была освобождена и вновь вошла в состав Югославии. По конституции Федеративной народной республики Югославия 1946 года был образован автономный край Косово и Метохия в составе Социалистической республики Сербия. Тито, надеясь на вхождение в состав Югославии Албании, поощрял переселение в Косово албанцев и, наоборот, ограничивал возможности для возвращения сербского населения. Хотя по уровню развитию экономики Косово уступало другим регионам Югославии, уровень жизни здесь был существенно выше, чем в соседней Албании, что способствовало притоку беженцев оттуда. К 1960-м годам соотношение долей албанцев и сербов в крае составляло уже 9:1. Несмотря на постепенное расширение автономии Косова, среди албанского населения усиливались стремление к самостоятельности и ориентация на режим Энвера Ходжи в соседней Албании. В 1968 году по краю прокатилась волна выступлений албанских радикалов. Борьба приобрела форму партийных разногласий Союза коммунистов Сербии и Союза коммунистов Косова.
Сербо-албанский антагонизм обострился после прихода к власти в Югославии Слободана Милошевича в 1988 году, который используя националистическую риторику смог завоевать широкую популярность среди сербского населения в условиях начавшегося распада Югославии. Этнические столкновения вылились в Косовскую войну, закончившуюся после военного вмешательства НАТО в 1999 поражением сербской стороны, выводом войск и потерей контроля над территорией. После этого сербское население края сократилось наиболее значительно - территорию края покинули свыше 200 000 сербов. Были оставлены многие традиционно сербские районы. Сербы сумели сохранить за собой север Косова, южнее Ибра сербское население оформилось в анклавы.

## После провозглашения независимости Косово
17 февраля 2008 года парламент Косова провозгласил независимость Республики Косово. Новое государство было признано большинством стран ЕС, США, Албанией — в общей сложности менее чем 100 государствами. Однако пять стран ЕС не признают независимость Косова.
В 2014 году была создана политическая организация косовских сербов - "Сербский список", которая ставит своей задачей защиту интересов косовских сербов.

## Динамика населения Косова
| Год  | Албанцы | Сербы | Остальные |
| ---- | ------- | ----- | --------- |
| 1871 | 32      | 64    | 4         |
| 1899 | 48      | 44    | 8         |
| 1921 | 66      | 26    | 8         |
| 1931 | 69      | ??    | ?         |
| 1939 | 60      | 34    | 5         |
| 1948 | 68      | 27    | 5         |
| 1953 | 65      | 27    | 6         |
| 1961 | 67      | 27    | 6         |
| 1971 | 74      | 21    | 5         |
| 1981 | 77      | 15    | 8         |
| 1991 | 82      | 11    | 7         |
| 2000 | 88      | 7     | 5         |
| 2007 | 92      | 5     | 3         |